# Fuenterrobles
Fuenterrobles település Spanyolországban, Valencia tartományban. Fuenterrobles Camporrobles, Caudete de las Fuentes, Utiel, Venta del Moro és Villargordo del Cabriel községekkel határos. Lakosainak száma 695 fő (2024).

## Népesség
A település népessége az utóbbi években az alábbiak szerint változott:
| Lakosok száma | 725  | 737  | 731  | 733  | 719  | 705  | 709  | 682  | 690  | 695  |
|               | 2001 | 2004 | 2007 | 2009 | 2012 | 2014 | 2017 | 2019 | 2022 | 2024 |